# Wissensgebiet
Ein Wissensgebiet ist ein „Gebiet menschlichen Wissens, auf dem wissenschaftliche Erkenntnisse vorliegen“.
Die Themen und Begriffe eines Wissensgebietes und ihre Beziehungen untereinander können durch Topic Maps visualisiert werden. In Fakultäten wie beispielsweise Philosophie lassen sich Kerngebiete, die grundlegenden Techniken oder Verfahren des gesamten Fachbereichs, und die wissensgebietsinternen Spezialisierungen abgrenzen, sowie die interdisziplinären Bereiche.
Dem  Wissensgebiet übergeordnet ist der Wissensbereich, untergeordnet sind ihm Wissensobjekte. Beispielsweise ist der „Klimawandel“ ein Wissensobjekt des Wissensgebietes „Klimatologie“. Ein konkretes Wissensgebiet wird auch als Wissensdomäne bezeichnet.
Eng verbunden mit einem Wissensgebiet ist die zugehörige einschlägige Fachsprache, die sich ausbildet, um auf die spezifischen Anforderungen eines Wissensgebietes eingehen zu können.
In Wissensgebieten existieren neben Wissenschaftlern, Forschern und Gelehrten auch andere Experten.